# La Terre qui meurt (film, 1926)
Pour les articles homonymes, voir La Terre qui meurt.
Pour plus de détails, voir Fiche technique et Distribution.
La Terre qui meurt  est un film muet français réalisé par Jean Choux, sorti en 1926.
Il s'agit d'une adaptation du roman éponyme de René Bazin, publié en 1899.

## Fiche technique
- Titre : La Terre qui meurt
- Réalisation : Jean Choux
- Scénario : Jean Choux, d'après le roman de René Bazin
- Photographie : Georges Asselin
- Pays d'origine :  France
- Langue : film muet avec les intertitres  en français
- Format : Noir et blanc — 35 mm — 1,33:1 — Muet
- Métrage :
- Genre : Film dramatique
- Durée : 90 minutes (1 h 30)
- Dates de sortie :
  -  France : 1926

## Distribution
- Madeleine Renaud : Roussille Lumineau
- Thérèse Reignier : Éléonore Lumineau
- Jean Dehelly : André Lumineau
- Georges Melchior: François Lumineau
- Gilbert Dalleu : Toussaint Lumineau'
- Raymond Gitenet : Jean Némy

## À noter
- Ce film a été partiellement tourné sur la commune de Sallertaine, dans l'arrondissement des Sables-d'Olonne, en Vendée.